# Ditema tsa Dinoko

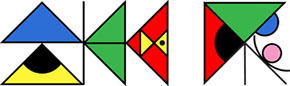
Ditema tsa Dinoko, isiBheqe soHlamvu

Ditema tsa Dinoko (seSotho pour « syllabaire ditema »), également connu en isiZulu sous le nom de isiBheqe soHlamvu, est un syllabaire conçu pour les langues siNtu (langues dites bantoues méridionales), telles que le seSotho, seTswana, isiZulu, isiXhosa, siSwati, siPhuthi, xiTsonga, eMakhuwa, chiNgoni, siLozi ou le tshiVenḓa, non encore reconnu par Unicode Consortium[réf. nécessaire]. 
L'aspect visuel de ce système d'écriture s'inspire des anciennes traditions idéographiques de l'Afrique australe, tels que le style des arts traditionnels litema, du travail des femmes Ndebele avec les perles, des peintures murales Ndebele ou les idéogrammes partagés par Sanusi Vusamazulu Credo Mutwa dans Indaba my children. 
Le syllabaire Ditema / isiBheqe couvre la totalité de la gamme phonologique des langues siNtu des groupes nguni, sotho-tswana, venda, tsonga et tonga-inhambane sous une même orthographe cohérente. 
Avec le syllabaire Ditema / isiBheqe, il est aussi possible d'écrire les langues non-standardisées par l'alphabet latin telles que les langues sotho de l'Est (sePulana, seKutswe et hipai) ou les langues tekela, qui, à l'exception du siSwati, ne sont pas des langues officielles.  
La nasalité des voyelles, qui est une caractéristique des langues tekela par exemple, est mise en évidence grâce au graphème ingungwana. 

## Description

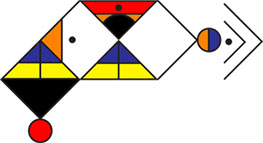
Ditema tsa Dinoko, à lire de gauche à droite. Les trois syllabes du premier mot sont regroupées, avec la troisième syllabe en bas.

Ditema tsa Dinoko ou isiBheqe soHlamvu est un système d'écriture dit syllabaire où chaque symbole est autonome et représente une syllabe (ibheqe).
Les graphèmes des consonnes (ongwaqa) et des voyelles (onkamisa) s'y combinent en des blocs de syllabes (amabheqe), à la manière du Hangeul.
Les symboles, formés d'un triangle, d’un chevron, représentent le noyau de la syllabe; à l’exception des syllabes nasales (amaqanda) qui sont représentées par des cercles et qui remplissent tout l'ibheqe.
L’ongwaqa représente l’attaque de la syllabe ou son mode d'articulation.

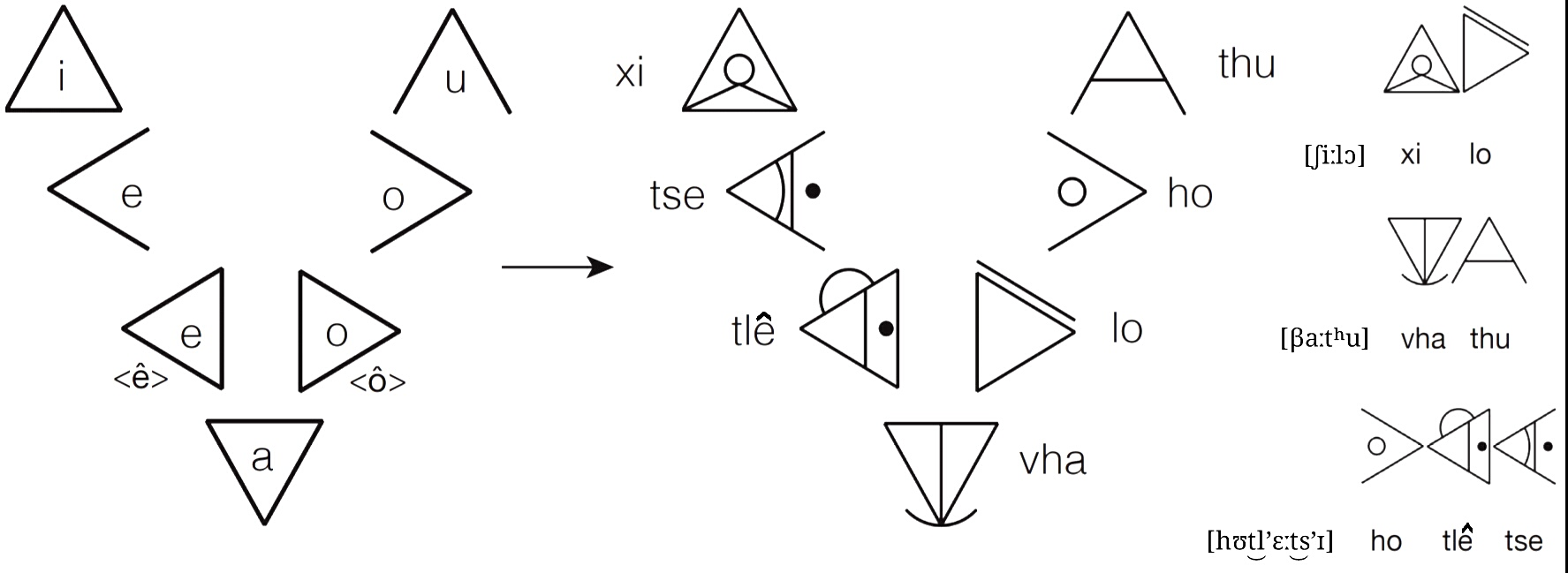
La construction des syllabes de trois mots dans différentes langues : <Xilo> [ʃiːlɔ] "chose" en Xitsonga, <Vhathu> [βaːtʰu] "Peuple" en Tshivenḓa, <Ho tlêtse> [hʊt͜ɬ'ɛːt͜s'ɪ] "C'est plein" en Sesotho.

## Voyelles
Le noyau de la syllabe (ou ibheqe) en isiBheqe est le graphème vocalique (onkamisa) auquel s’ajoutent les ongwaqa (ou graphèmes consonantiques) positionnés à l'intérieur et autour de l’onkamisa.   
L'orientation de chaque ibheqe indique la qualité de chacune des sept voyelles des langues Ntu : 
- Intombi, triangle vers le haut : /i/
- Isoka, triangle vers le bas : /a/
- Umkhonto, chevron vers le haut : /u/
- Triangle vers la gauche : /ɛ/
- Triangle à droite : /ɔ/
- Chevron vers la gauche : /e/
- Chevron vers la droite : /o/

Une huitième voyelle, représentée par un chevron orienté vers le bas, est une voyelle vide. Principalement utilisée pour les mots étrangers, elle représente une consonne autonome, souvent sous forme de coda syllabique - phénomène qui n'existe pas dans les langues Ntu, celles-ci ayant la phonologie CV. 
Le sommet du triangle ou du chevron correspond à l'ouverture ou au degré d'antériorité de la voyelle, avec les voyelles fermées /i/ et /u/ pointant vers le haut et la voyelle ouverte /a/ pointant vers le bas. De même, les voyelles antérieures /ɛ/ et /e/ pointent vers la gauche et les voyelles postérieures /ɔ/ et /o/ pointent vers la droite.
La nasalité des voyelles est indiquée par le graphème ingungwana, qui est un point solide à l'extérieur du triangle séparé de l'apex, comme dans le mot phãsi ci-dessous : 

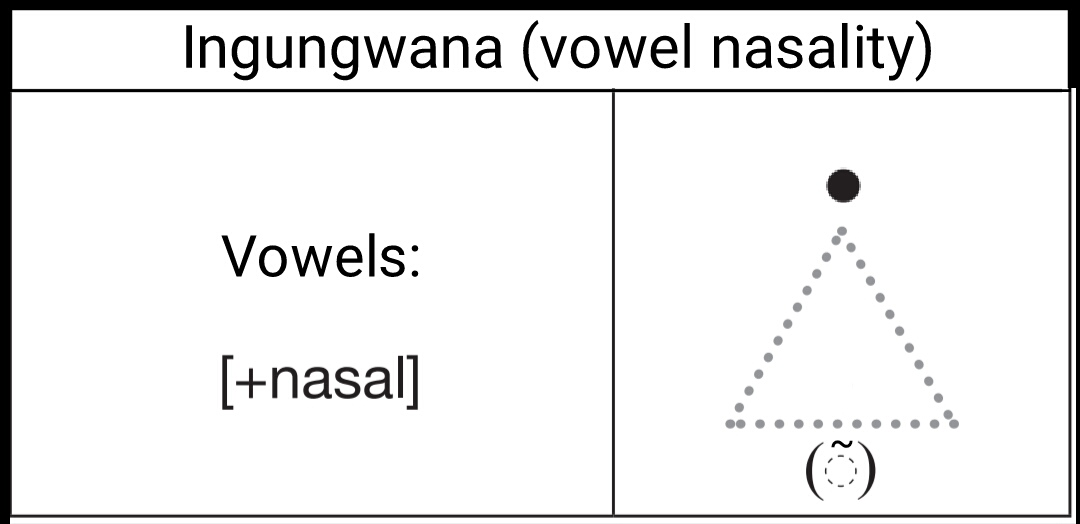

| Anglais | bas / dessous |  |
| ------- | ------------- |  |
| Zunda   | Phansi        |  |
| Tekela  | Phãsi         |  |

## Consonnes
Les consonnes (ongwaqa) sont composées d'un ou de plusieurs graphèmes indiquant le point et le mode d'articulation ainsi que le trait -/+ voisement. Ils représentent les co-articulations ou des combinaisons et le mode articulatoire, qu'il soit voisé, prénasalisé, implosif, éjectif, modal, ou une combinaison de ceux-ci. 
La position des graphèmes des consonnes correspond en grande partie au lieu d'articulation : 
- Les labiales et les nasales sont représentées par un graphème à l'extérieur du triangle situé au sommet.
- Les alvéolaires sont représentées par un graphème de part et d’autre du centre du triangle.
- Les vélaires et palatales sont représentées par un graphème à la base.
- Les latérales sont représentées par un graphème en dehors du triangle, sur le côté.
- Les dentales sont représentées par deux lignes parallèles traversant le triangle d'un côté à l'autre.

La forme du graphème de la consonne correspond au mode d'articulation : 
- Les lignes courbes indiquent des fricatives.
- Leurs homologues en ligne droite dans les mêmes positions indiquent des plosives.
- Les approximantes et les trilles sont représentés par deux lignes parallèles ou à angle droit, le dernier arrangement étant un robinet ou un rabat, une ligne se divisant en deux par son centre sans la croiser.
- Les consonnes chuintantes rétroflexes et les fricatives post-alvéolaires sont représentées par des boucles.
- Les nasales sont représentées par des cercles à la pointe du triangle. Les lignes à l'intérieur des cercles distinguent les nasales les unes des autres.
- Les clics ont une forme de sablier sans fond.
- Les parties latérales et trilles syllabiques sont représentés par une duplication des graphèmes latéraux et trilles ordinaires.

Les nasales syllabiques ou amaqanda sont uniques en ce sens qu’elles occupent tout l’espace ibheqe sous forme de cercles. Elles se distinguent les unes des autres par des lignes qui fonctionnent selon les mêmes principes que cités précédemment.  
Ces graphèmes peuvent se combiner les uns aux autres dans un ordre conforme à la phonotactique des langues siNtu, et ils peuvent également se combiner avec les graphèmes en mode articulatoire. 

## Mode articulatoire

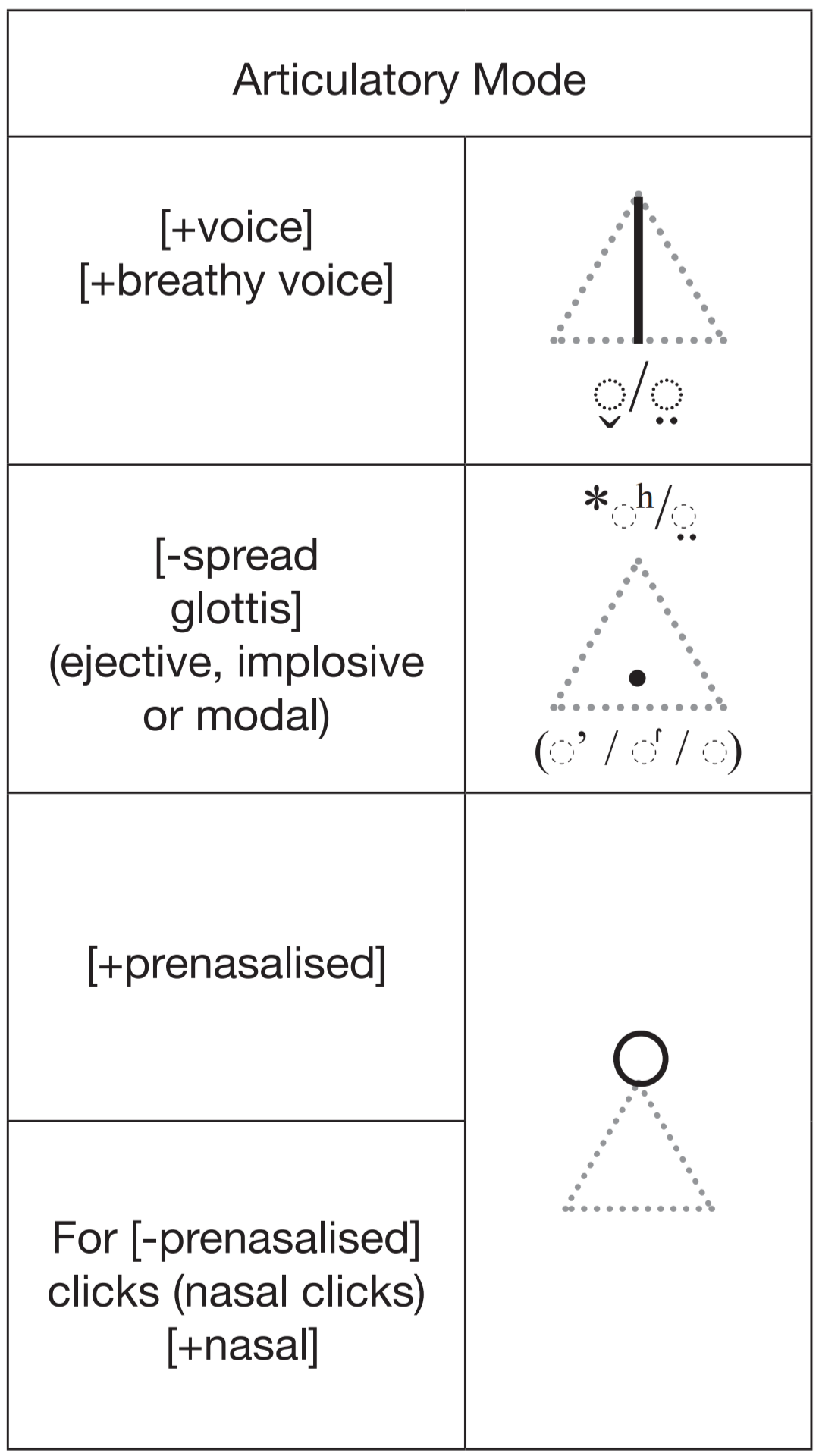

Il existe trois marqueurs graphémiques du mode articulatoire : 
- Pour les consonnes non-voisées, un point plein dans le triangle indique une consonne glotallisée (éjectée) ou une consonne de clic modal.
- Pour les consonnes voisées, le point solide à l'intérieur du triangle indique une consonne plosive ou, dans le cas des langues où il n'y a pas de plosives, une consonne modale.
- L'absence de point indique une voix murmurée dans le cas des consonnes voisées et une aspiration dans le cas des consonnes non-voisées.
- Uphimbo (ou ligne de voisement), va du sommet du triangle à la base (ou jusqu'à l'alignement des extrémités du chevron) et indique une consonne voisée.
- Si la ligne de voisement apparaît comme l'unique ongwaqa de l'ibheqe, elle indique une fricative glottale voisée /ɦ/.
- Dans les langues qui distinguent les nasales / trilles modaux à voix respirante des voix modales, la ligne de voisement indique la voix murmurée lorsqu'elle se produit avec ces graphèmes de consonnes.
- Les consonnes prénalisées sont marquées d’un cercle vide au sommet du triangle appelé ingungu.  Celles-ci se produisent avec d'autres graphèmes de consonnes et sont distinctes de la nasale bilabiale  /m/ qui se produit de manière autonome. Aucune ligne supplémentaire ne doit être ajoutée à l'ingungu lorsque cela se produit avec d'autres ongwaqa, car le lieu d'articulation est indiqué par eux et n'a pas besoin d'être marqué dans le graphème nasal.
- Concernant les clics, l'ingungu indique un clic consonnantique nasal, où les clics prénasalisés (tel que <nkq>) sont matérialisés par l'ajout d'un point solide (glottalisation). Et dans ce cas, l'ingungu implique une prénasalisation.